# Worochta
Worochta (ukr. Воро́хта) – miejscowość uzdrowiskowa, osiedle typu miejskiego na zachodniej Ukrainie, należy do miasta na prawach rejonu Jaremcze, w obwodzie iwanofrankowskim, na 93 km kolei z Iwano-Frankiwska.

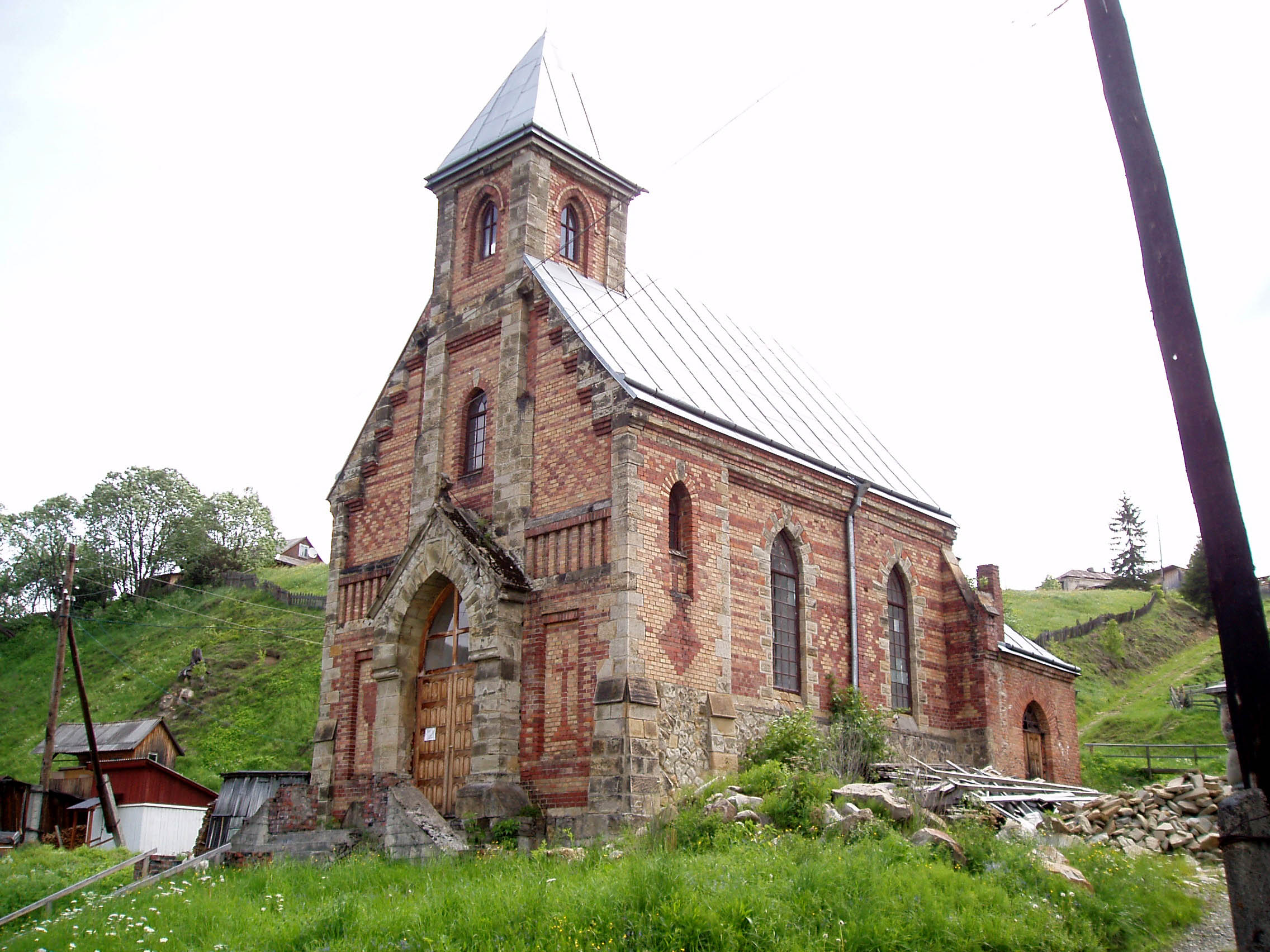
Kościół Matki Bożej

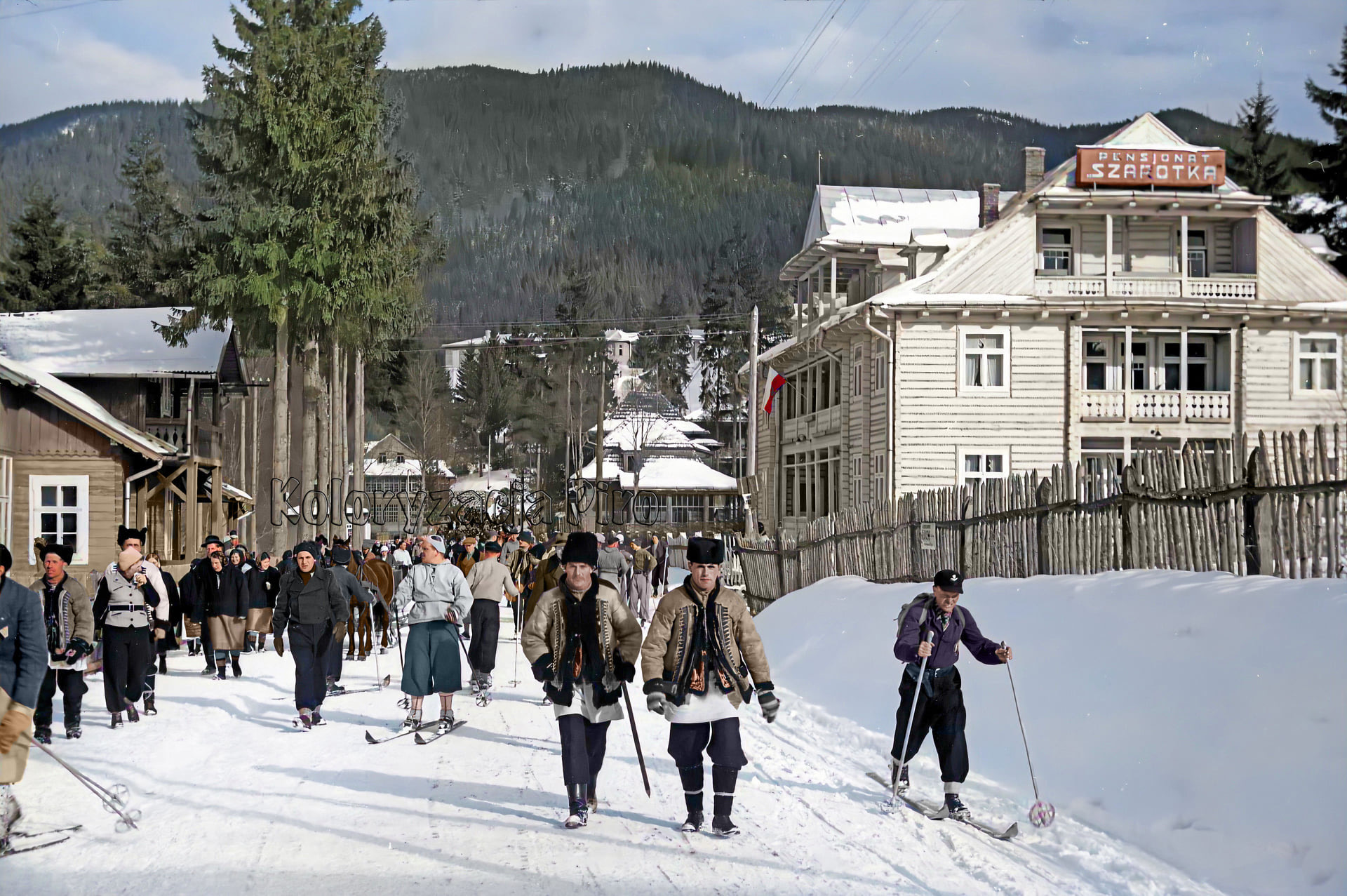
Worochta i pensjonat Szarotka, 1938

Leży na Pokuciu na pograniczu Gorganów i Czarnohory, na wysokości 748 m n.p.m. Otoczona jest przez Karpacki Park Narodowy. Worochta znana jest przede wszystkim ze względu na Hucułów, bywa uważana za ich stolicę. Jest znanym centrum sportów zimowych i jednym z ważniejszych ośrodków turystycznych kraju.
Atrakcję stanowią 2 huculskie cerkwie, w tym jedna z XVII wieku oraz kamienny wiadukt kolejowy na Prucie z XIX wieku.
W 1922 r. wybudowano tu skocznię narciarską (trzy lata wcześniej od Wielkiej Krokwi w Zakopanem) i rozegrano na niej trzecie mistrzostwa Polski w skokach narciarskich. Miasto było ważnym ośrodkiem sportów zimowych, nazywane drugim Zakopanem. W 1928 r. Worochta została uznana za uzdrowisko posiadające charakter użyteczności publicznej.
W okresie międzywojennym miejscowość znajdowała się w granicach Polski (podobnie jak przed zaborami) i była siedzibą gminy wiejskiej Worochta w powiecie nadwórniańskim województwa stanisławowskiego. Do maja 1928 była siedzibą inspektoratu i komisariatu Straży Celnej. Do lipca 1939 stanowiła garnizon macierzysty Batalionu KOP „Worochta”. Od września 1939–1941 znalazła się pod okupacją sowiecką, a później, w latach 1941–1944 pod okupacją niemiecką.
W lutym 1934 roku w Worochcie miał miejsce bieg narciarski szlakiem II Brygady Legionów i trzydniowe uroczystości ku czci Legionów Polskich (m.in. pod krzyżem Sobieskiego), w których udział wzięli m.in. generał Mieczysław Smorawiński i wojewoda stanisławowski Zygmunt Jagodziński.
W Worochcie znajdowała się willa Kazimierza Bartla – polskiego polityka, profesora i rektora Politechniki Lwowskiej, premiera pięciu rządów Rzeczypospolitej, zamordowanego przez niemieckich okupantów za odmowę współpracy. Tutaj także przebywał na wielomiesięcznym leczeniu, chory na gruźlicę Jerzy Liebert – polski poeta okresu międzywojennego.
Podczas niemieckiej okupacji Niemcy dokonali zagłady 653 żydowskich mieszkańców Worochty. W październiku 1941 rozstrzelano kilkaset osób. .
29 września 1944 została zajęta przez wojska radzieckie. W nocy z 31 grudnia 1944 na 1 stycznia 1945 oddział UPA zabił w Worochcie 72 Polaków.
W latach 1945–1991 Worochta znajdowała się w Ukraińskiej SRR.
Po II wojnie światowej ważny ośrodek turystyczny oraz szkolenia radzieckich skoczków narciarskich.
W 1989 liczyła 4465 mieszkańców.